# Ilsede
Ilsede település Németországban, azon belül Alsó-Szászország tartományban. Lakosainak száma 22 080 fő (2023. december 31.). Ilsede Peine, Hohenhameln, Schellerten, Söhlde, Lengede és Vechelde községekkel határos.

## Népesség
A település népességének változása:
| Lakosok száma | 21 514 | 21 530 | 21 556 | 21 975 | 22 206 | 22 080 |
|               | 2016   | 2017   | 2019   | 2021   | 2022   | 2023   |